# Марк I (візантійський єпископ)
Марк I (грец. Μᾶρκος Αʹ) — Візантійський єпископ у 198–211 роках.
Обійняв посаду після єпископа Олімпіана. Під час правління Марка I відбувались переслідування християн римським імператором Септимієм Севером. Немає одностайної думки, чи він сам правив 13 років, чи протягом 8 років переслідувань інший священний керував єпархією. 
Марк I помер у 211 році. Його наступником став Філадельф.